# Kabinett Anastasiadis I

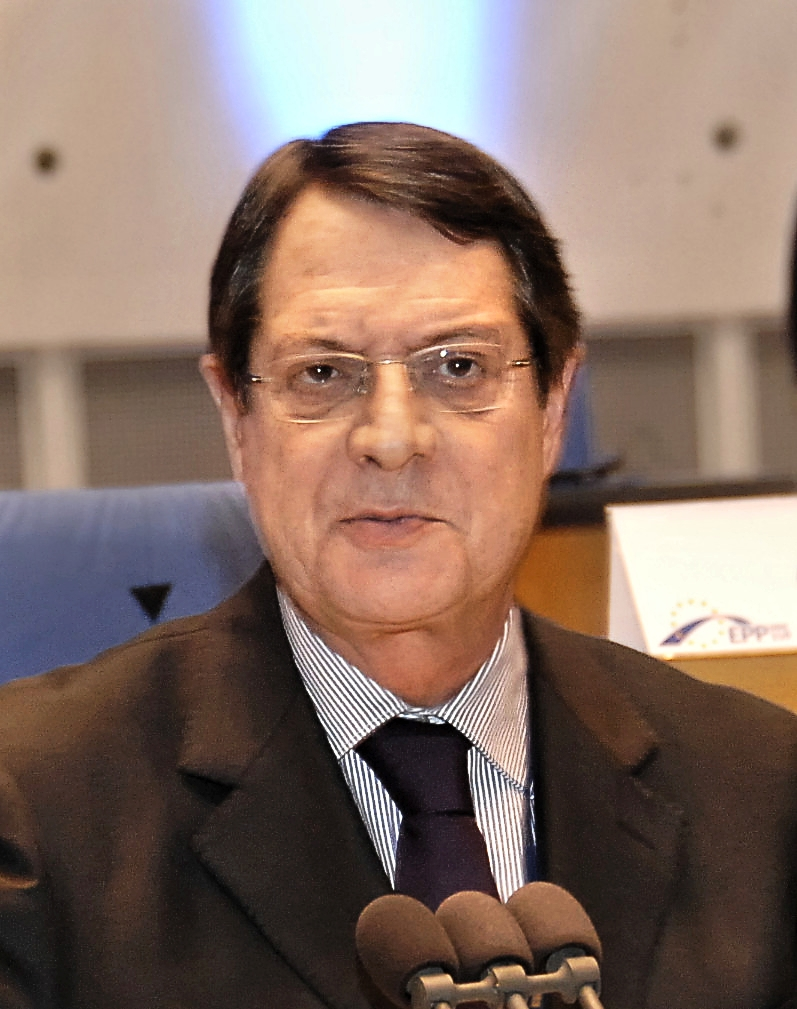
Nikos Anastasiadis

Das Kabinett Nikos Anastasiadis  stellte von 1. März 2013 bis 28. Februar 2018 die Regierung der Republik Zypern und löste das Kabinett Dimitris Christofias II ab. Nach der Wiederwahl Nikos Anastasiadis’ wurde es vom Kabinett Nikos Anastasiadis II abgelöst.

## Prolog
Nachdem Anastasiadis am 24. Februar 2013 zum Präsidenten gewählt worden war, einigte er sich mit der Partei DIKO auf eine aus elf Mitgliedern bestehende Koalitionsregierung.
Fünf Minister stammen von Anastasiadis’ Partei DISY, weitere vier vom Koalitionspartner und als Finanzminister wurde ein unabhängiger Ökonom ernannt. Die zentristische Europäische Partei ist mit einem Minister in der Regierung vertreten.

## Mitglieder des Kabinetts
| Ministerium                                                       | Amtsinhaber                                 | griechische Schreibweise | Partei    |
| ----------------------------------------------------------------- | ------------------------------------------- | ------------------------ | --------- |
| Ministerpräsident                                                 | Nikos Anastasiadis                          | Νίκος Αναστασιάδης       | DISY      |
| Außenminister                                                     | Ioannis Kasoulidis                          | Ιωάννης Κασουλίδης       | DISY      |
| Finanzminister                                                    | Michalis Sarris                             | Μιχάλης Σαρρής           | Parteilos |
| Finanzminister                                                    | Harris Georgiades ab 3. April 2013          | Χάρης Γεωργιάδης         | DISY      |
| Innenminister                                                     | Sokratis Hasikos                            | Σωκράτης Χάσικος         | DISY      |
| Verteidigungsminister                                             | Photis Photiou                              | Φώτης Φωτίου             | DIKO      |
| Verteidigungsminister                                             |                                             |                          |           |
| Verteidigungsminister                                             | Socratis Hasikos ab 23. März 2014 (interim) | Σωκράτης Χάσικος         | DISY      |
| Verteidigungsminister                                             | Christophoros Fokaides ab 7. April 2014     | Χριστόφορος Φωκαΐδης     | DISY      |
| Bildungsminister                                                  | Kiriakos Kenebezos                          | Κυριάκος Κενεβέζος       | DIKO      |
| Bildungsminister                                                  | Kostas Kadis ab 14. März 2014               | Κώστας Καδής             |           |
| Verkehrsminister                                                  |                                             |                          |           |
| Marios Dimitriadis ab 14. März 2014                               | Μάριος Δημητριάδης                          |                          |           |
| Ministerium für Energie, Industrie, Handel und Tourismus          | Giorgos Lakkotripis                         | Γεώργιος Λακκοτρύπης     | DIKO      |
| Ministerium für Landwirtschaft, Natürlichen Ressourcen und Umwelt | Nikos Kougialis                             | Νίκος Κουγιάλης          | EK        |
| Arbeitsminister                                                   | Charis Georgiadis                           | Χάρης Γεωργιάδης         | DISY      |
| Arbeitsminister                                                   | Zeta Aimilianidou ab 3. April 2013          | Ζέτα Αιμιλιανίδου        |           |
| Justizminister                                                    | Ionas Nikolaou                              | Ιωνάς Νικολάου           | DISY      |
| Gesundheitsminister                                               | Petros Petridis                             | Πέτρος Πετρίδης          | DIKO      |
| Gesundheitsminister                                               | Philippos Patsalis ab 14. März 2014         | Φίλιππος Πατσαλής        |           |
| Gesundheitsminister                                               | George Pamboridis ab 27. Juli 2015          |                          |           |

Wappen der Republik Zypern

Justizminister Nikolaou trat am 2. Mai 2019 zurück.

## Regierungszeit

### Zypernkonflikt
Obwohl Anastasiadis sich seinerzeit für den Annan-Plan ausgesprochen hatte, lehnte der türkische Ministerpräsident Recep Tayyip Erdoğan eine Ratifizierung des sogenannten Ankara-Protokolls weiterhin ab. Dieses hätte die Anerkennung der Republik Zypern durch die Türkei bedeutet, eine der Voraussetzungen für einen EU-Beitritt der Türkei. Im Februar 2014 wagte man dennoch den Versuch die Gespräche wieder aufzunehmen.
Bereits im Mai 2001 hatte der Europäische Gerichtshof für Menschenrechte festgestellt, dass sich die Türkei wegen Menschenrechtsverletzungen an griechischen Zyprern seit 1974 verantworten müsse; im Mai 2014 bekräftigte er das Urteil. Er sprach den Opfern und Hinterbliebenen eine Entschädigungszahlung in Höhe von 90 Millionen Euro zu. Die Türkei verweigerte bisher die Auszahlung mit dem Hinweis, dass sie die Republik Zypern nicht anerkenne und daher auch keine Verpflichtung sehe, dem Urteil nachzukommen.

### Finanzkrise
Wegen der angespannten Finanzlage des Landes bildete der Präsident zusätzlich einen Wirtschaftsrat, dem der Nobelpreisträger Christopher Pissarides vorsteht. Dieser Rat sollte Vorschläge ausarbeiten, wie die Republik aus der Finanzkrise zu führen sei.
Auch die Verhandlungen über mögliche Finanzhilfen der EU, die von der vorigen Regierung Zyperns beantragt worden waren, galt es aufzunehmen, um einen Staatsbankrott zu verhindern. Anastasiadis wies aber darauf hin, eine Finanztransaktionssteuer sowie einen Schuldenschnitt werde es mit ihm nicht geben. In der Nacht zum 16. März 2013 beschlossen jedoch die Finanzminister der Eurogruppe bei einem Treffen in Brüssel, dass auch private Gläubiger sich mit einer Pauschale auf ihr erspartes mit maximal 9,9 % beteiligen mussten. Die Minister beauftragten die Banken, die entsprechenden Beträge einzufrieren, um einen Bank Run zu verhindern. Am selben Samstagmorgen legte die Zentralbank Zyperns den Bankenhandel zudem komplett lahm. So wurde das Onlinebanking eingestellt sowie Transaktionen und Überweisungen inner- wie außerhalb Zyperns eingefroren. Zudem stand bei den Geldautomaten Bargeld nur noch bis zu einem Tageslimit zur Verfügung. Die wenigen Genossenschaftsbanken, die samstags arbeiteten, stellten ihren Dienst ein und schlossen ihre Filialen. Des Weiteren wurde beschlossen, vorläufig alle Banken auf unbestimmte Zeit nicht wieder zu öffnen. Auch die zypriotische Börse stellte daraufhin ihren Handel ein.
Ursprünglich sollte das Hilfspaket für Zypern 17 Milliarden Euro betragen, doch durch die Zwangsabgabe erhoffte sich die EU, etwa 5,8 Milliarden Euro einzusparen, und stellte Zypern etwas über 10 Milliarden in Aussicht. Dieses Hilfspaket sollte am Sonntagabend durch das zyprische Parlament verabschiedet werden. Da sich im Vorfeld aber keine Mehrheit dafür abzeichnete, wurde die Abstimmung auf den folgenden Montag verlegt, um dann um einen weiteren Tag verschoben zu werden. Als das 56-köpfige Parlament am 19. März 2013 schließlich über das Hilfspaket zu entscheiden hatte, konnte es keine Stimme dafür verbuchen. 36 Abgeordnete stimmten dagegen, 19 enthielten sich und eine Abgeordnete fehlte bei der Abstimmung.
Am 28. März 2013 nahmen die Banken unter erhöhtem Sicherheitsschutz ihren Betrieb nach zehntägiger Pause wieder auf. Geldgeschäfte wurden allerdings weiterhin beschränkt; so durfte ein Kunde pro Konto nicht mehr als 300 Euro Bargeld abheben. Zahlungen von Kreditkarten im Ausland mit Beträgen von über 5.000 Euro pro Monat wurden untersagt und jede Bewegung von über 5.000 Euro kontrolliert. Geldbeträge über 100.000 Euro hinaus blieben weiter eingefroren.
Nach Neuverhandlungen mit der Troika gestattete die EU, Einlagen bis zu 100.000 Euro von Zwangsabgaben zu befreien, so dass das zyprische Parlament am 18. April 2013 weitere geforderte Reformen auf den Weg bringen konnte. So wurde die Unternehmenssteuer von 10 % auf 12,5 % angehoben. Zudem wurden Steuern auf Zinserträge auf 30 % festgesetzt.